# São Jorge do Ivaí
São Jorge do Ivaí es un municipio brasileño del estado del Paraná. Su población estimada en 2004 era de 5.335 habitantes.